# Thari Diefenbach
Thari Diefenbach (Dordrecht, 25 februari 1990) is een Nederlands honkballer.
Diefenbach speelt bij de vereniging Orioles in Bergschenhoek. Zij werd geselecteerd voor het Nederlands honkbalteam dat in 2010 uitkwam tijdens de wereldkampioenschappen die gehouden werden in Venezuela van 12 tot 22 augustus. Ze maakt tevens deel uit van het damesteam van de Pink Panthers dat uitkomt in de reguliere herenbondscompetitie. Diefenbach behaalde in 2008 haar gymnasiumdiploma aan het Daltonlyceum in Dordrecht.